# Hypochlorige Säure
Hypochlorige Säure (HClO, veraltet unterchlorige Säure) ist eine farblose und nur schwach dissoziierende Säure mit oxidativer Wirkung. Konzentrierte Lösungen der hypochlorigen Säure sind durch Dichloroxid schwach gelb gefärbt, wirken zusätzlich bleichend und riechen chlorkalkartig. Die Salze der hypochlorigen Säure sind die Hypochlorite.

## Gewinnung und Darstellung
Sie wird durch Einleiten von Chlor in Wasser und gleichzeitiger Beseitigung der entstehenden Salzsäure durch Quecksilberoxid hergestellt.
{\displaystyle \mathrm {Cl_{2}+H_{2}O\longrightarrow HClO+HCl} }
Auch kann chloridfreie Hypochlorige Säure durch Reaktion von Dichloroxid mit Wasser hergestellt werden.
{\displaystyle \mathrm {Cl_{2}O+H_{2}O\longrightarrow 2\ HClO} }
Bereits 1785 stellte Berthollet eine Bleichflüssigkeit durch Einleiten von Chlor in eine Pottaschelösung dar, die als Eau de Javelle bezeichnet wurde und freie hypochlorige Säure enthielt.

## Eigenschaften
Die konzentrierte 25%ige Lösung der hypochlorigen Säure ist gelb, die verdünnte farblos. Die Säure ist unbeständig und nur in wässriger Lösung herstellbar. Selbst in geringen Konzentrationen neigt sie zur Disproportionierung zu Chlorsäure und Salzsäure.
{\displaystyle \mathrm {3\ HClO\longrightarrow HClO_{3}+2\ HCl} }
Die Salze und Ester der Hypochlorigen Säure heißen Hypochlorite.
Die Oxidationswirkung ist im Sauren ausgeprägter als im Alkalischen, was sich in einem höheren Redoxpotential äußert. Für die einzelnen Zahlenwerte ergeben sich:
| Redox- Paar | Normalpotential bei | Normalpotential bei |
| Redox- Paar | pH = 0              | pH = 14             |
| ----------- | ------------------- | ------------------- |
| ClO− / Cl−  | +1495 mV            | +855 mV             |

## Verwendung
Die Säure wird zur Desinfektion von Badewasser in Schwimmbädern, zum Beispiel bei der Langzeitchlorung mit Trichlorisocyanursäuretabletten (TCCS) gebraucht, die langsam mit dem Beckenwasser zu Cyanursäure und Hypochloriger Säure reagieren, in seltenen Fällen auch zur Trinkwasseraufbereitung.
Im Ersten Weltkrieg wurde hypochlorige Säure zur Wunddesinfektion genutzt, auch heute findet sie Anwendung in der Wundbehandlung.
HOCl wird von der WHO und von der US Environmental Protection Agency zur Desinfektion von Coronaviren empfohlen.
Zur Infektionsprävention wird sie anlässlich der COVID-19-Pandemie als Mundspülung und Nasenspray untersucht.
Hypochlorige Säure wird in ihrer Gasphase zur Langzeitdesinfektion von Luft in Innenräumen verwendet. Das vergaste Biozid fördert die Abbaurate von Pathogenen in der Luft.

## Sicherheitshinweise
Hypochlorige Säure kann Reizungen der Haut und Verätzungen verursachen. Beim Zerfall entstehen stärkere Säuren wie Chlorsäure und Salzsäure, die organisches Gewebe stark schädigen und zersetzen können. Hypochlorige Säure sollte nicht zur Oxidation von Alkoholen eingesetzt werden, da durch Veresterung hochexplosive Alkylhypochlorite entstehen können. Mit Ammoniak bildet sich das explosive Stickstofftrichlorid.